# Consejero (España)
En España, un consejero, además del uso común de la palabra «consejero», puede ser el titular de una  consejería o departamento de gobierno de una comunidad autónoma o cabildo insular, nombrado por su presidente —el equivalente regional al ministro en el Gobierno de España— o un consejero (director ejecutivo) en un consejo de dirección de una empresa.